# Hôtel de Cavoye
L'hôtel de Cavoye est un hôtel particulier français datant du XVIIe siècle, situé au 52 rue des Saints-Pères dans le 7e arrondissement de Paris. Il est acheté par François Pinault en 2021.

## Historique

### XVIIeetXIXesiècles

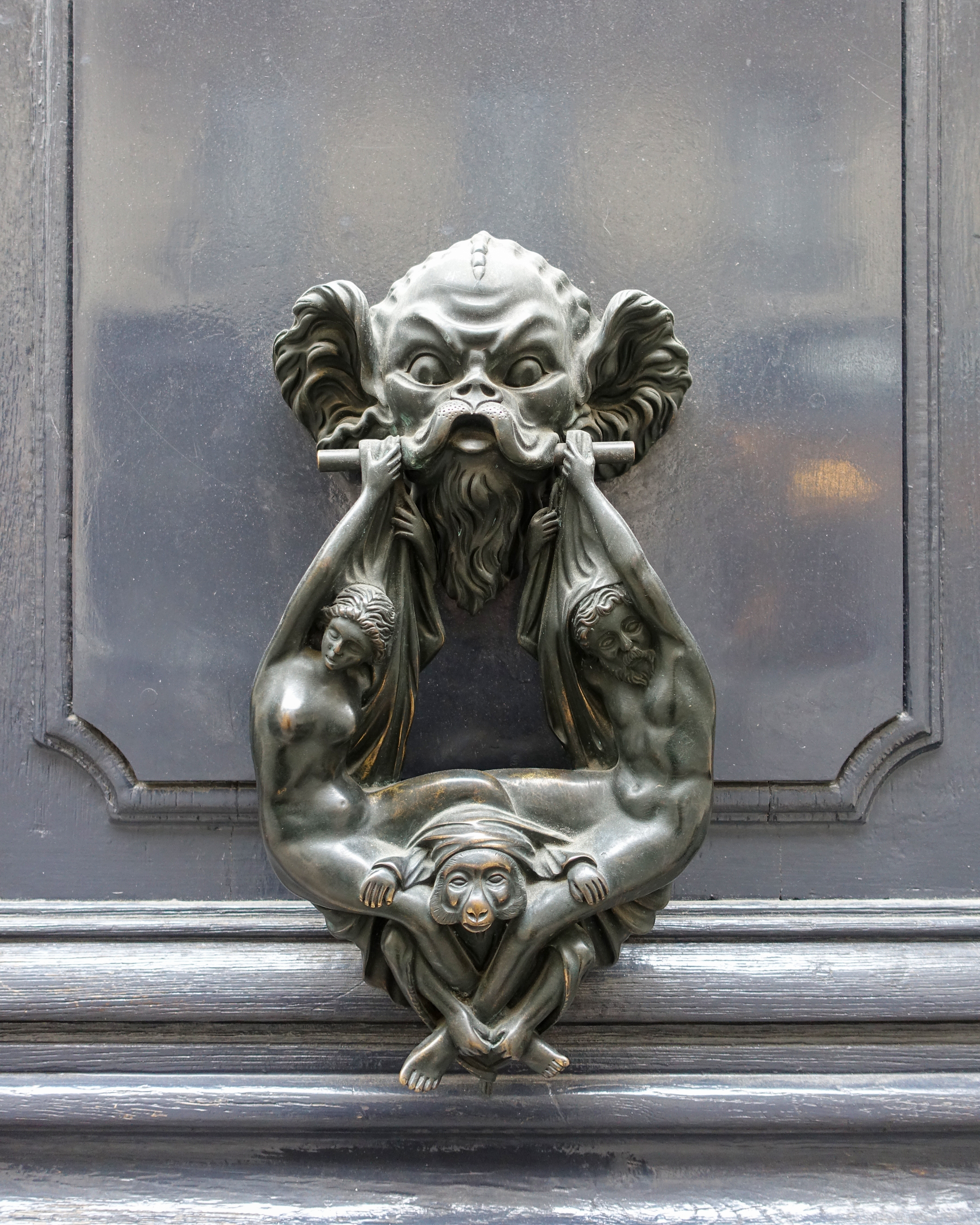
Heurtoir sur une entrée de l'hôtel.

L'hôtel fut construit en 1630 pour Paul Bailly, fils de Chrestienne Leclerc du Vivier, aumônier du roi, et aurait été habité en 1640 par le juriste néerlandais Hugo Grotius alors en exil en France.
Louis Oger de Cavoye achète l'hôtel du 52, rue des Saints-Pères le 18 juillet 1679 à Marie-Sidonia de Lénoncourt, épouse du marquis de Courcelles. Louis Oger de Cavoye l'embellit et le fait décorer par Jules Hardouin-Mansart et Antoine Lepautre. 
En 1686, Daniel Gittard reconstruit le corps de logis et le portail sur rue pour le marquis de Cavoye et sa femme Louise Philippe de Coëtlogon,. Le 3 février 1715, Louis Oger de Cavoye y décède.  
Après avoir changé de propriétaires plusieurs fois durant le XIXe siècle, l'hôtel est vendu en 1923 par le comte de Beaufort à Madame Lehr (en), une millionnaire américaine.

### XXeetXXIesiècles
L'hôtel est ensuite le siège de la revue Futuribles créée par Bertrand de Jouvenel. En 1981, Hubert de Givenchy en devient à son tour propriétaire.
L'hôtel est ensuite acheté en 1986 par la société Financière et Immobilière Bernard Tapie comme résidence principale pour la somme de 100 millions de francs,. Le lieu attise la convoitise des créanciers du Crédit Lyonnais mais Tapie réussi à conserver son bien. Selon Le Canard enchaîné, en juin 2021, François Pinault aurait proposé de racheter la propriété pour 80 millions d'euros,.
Le 3 octobre 2021, Bernard Tapie y décède.
François Pinault rachète l'hôtel pour 80 millions d'euros, ainsi qu'un appartement au dernier étage pour 11 millions, et entame la restauration de l'ensemble. Le bâtiment a une surface de 600 m² et 1 000 m² de jardin.

## Protection
L'hôtel est inscrit au titre des monuments historiques depuis le 8 juin 1949.